# بلدة فالي مقاطعة بوب (أركنساس)
بلدة فالي، مقاطعة بوب (بالإنجليزية: Valley Township, Pope County, Arkansas)‏ هي منطقة سكنية تقع في الولايات المتحدة في مقاطعة بوب، أركنسو. يقدر عدد سكانها بـ 2,776 نسمة وترتفع عن سطح البحر 135.03 متر.